# Dedinje
Dedinje (srpski: Дедиње) je otmjeno eksluzivno stambeno naselje u Beogradu. Jednim dijelom leži na polovini Topčiderskog brda. Na njemu se nalaze brojne vile, od kojih su neke rezidencije veleposlanstava i države. Na Dedinju je i Muzej 25. Maj i Kuća cvijeća, a i u bliznom Senjaku (koji stoji kraj Dedinja) se nalazi Muzej afričke umetnosti, koji ima jednu od najvećih kolekcija u Europi.